# Hybanthus procumbens
Hybanthus procumbens là một loài thực vật có hoa trong họ Hoa tím. Loài này được (Griseb.) M. Gómez mô tả khoa học đầu tiên năm 1890.